# Joaquim Tosas i Mir
Joaquim Tosas i Mir (Tordera, 1946 - Barcelona, 7 d'abril de 2020) fou un enginyer i polític català, militant de Convergència Democràtica de Catalunya (CDC) i president de l'Autoritat Portuària de Barcelona entre 1996 i 2004, convertint-se d'aquesta forma en el primer president de l'entitat escollit directament per la Generalitat de Catalunya.
Durant el seu mandat s'aprovaren els dos primers plans estratègics del port: un el 1998 i un altre el 2003. Aquests dos plans serviren per a definir les línies mestres de l'equipació portuària. Algunes d'aquestes apostes de millora foren el ferrocarril portuari, la xarxa de terminals marítimes per connectar el ports amb els seus mercats interiors, la Zona d'Activitats Logístiques (ZAL) o l'impuls del sector dels creuers. També fou president de la Fundació Catalunya Oberta entre 2008 i desembre de 2010, substituint a Joan Guitart i Agell i sent reemplaçant per Josep Maria Antràs i Badia. Morí el 7 d'abril de 2020 a Barcelona a conseqüència de la COVID-19.